# Crawford megye (Missouri)
Crawford megye az Amerikai Egyesült Államokban, azon belül Missouri államban található. Megyeszékhelye Steelville, legnagyobb városa Cuba. Lakosainak száma 23 056 fő (2020. április 1.). Crawford megye Gasconade, Dent, Washington, Iron, Franklin és Phelps megyékkel határos.

## Népesség
A megye népességének változása:
| Lakosok száma | 24 610 | 24 794 | 24 807 | 24 543 | 24 526 | 23 056 |
|               | 2010   | 2011   | 2012   | 2013   | 2015   | 2020   |